# Petrejusvägen

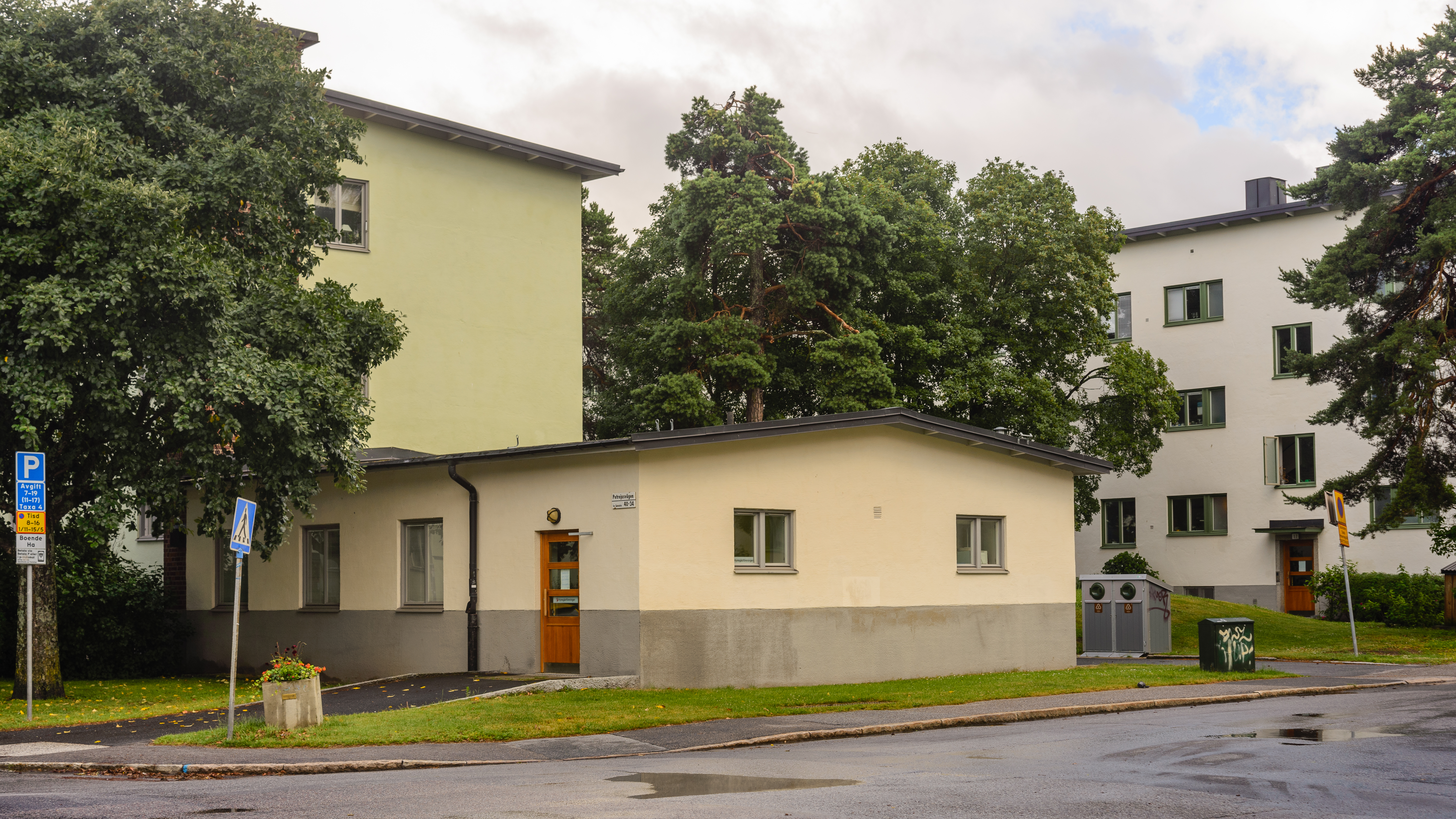
Petrejusvägen i juli 2020.

Petrejusvägen är en gata i Hammarbyhöjden i sydöstra Stockholm. Gatan är en smalhusstadsliknande väg med tidstypiska 1930-tals hus och har postorten Johanneshov.
Gatan fick sitt namn 1932 efter den svenske krönikeskrivaren och diplomaten Petrus Petrejus.